# Charles-Eugène Delaunay
Charles-Eugène Delaunay (9 de abril de 1816-5 de agosto de 1872) fue un astrónomo y matemático francés. Sus estudios del movimiento de la luna fueron importantes tanto para la teoría del movimiento planetario como para las matemáticas.

## Vida
Nació en Lusigny-sur-Barse, Francia, hijo de Jacques‐Hubert Delaunay y de Catherine Choiselat. Estudió en la École Polytechnique (Promoción de 1834), terminando con el número uno en 1836. Se incorporó en 1845 a la Escuela de Minas, donde enseñó geometría descriptiva, análisis mecánico, dibujo técnico y fundamentos de física. Se incorporó en 1849 a la facultad de la Sorbona, donde se convirtió en profesor de mecánica física, asumiendo dos años más tarde el mismo puesto en el Politécnico.
En 1855 ingresó en el Bureau des Longitudes y en la Academia de Ciencias. Estudió con Jean-Baptiste Biot en la Universidad de París (la Sorbona). Trabajó en la mecánica de la Luna como un caso especial del Problema de los tres cuerpos. Publicó dos volúmenes sobre el tema, cada uno de 900 páginas, en 1860 y 1867. Sus sugerencias de trabajo sobre el caos en un sistema con el fin de determinar la posición de la Luna, convergen con demasiada lentitud para ser de utilidad práctica, pero fue un catalizador en el desarrollo del análisis funcional.
Delaunay se convirtió en director del Observatorio de París en 1870, el mismo año en el que recibió la Medalla de Oro de la Royal Astronomical Society, pero murió ahogado en un accidente de navegación cerca de Cherburgo (Francia) dos años después.

## Cargos
- Miembro de la academia de Ciencias de Francia, (1855);[3]
- Medalla de oro de la Real Sociedad Astronómica, (1870).[cita requerida]
- Director del Observatorio de París 1870-1873

## Algunas publicaciones
- Cours élémentaire de mécanique. 1850
- Traité de mécanique rationnelle. 1856
- La Théorie du mouvement de la lune. 2 vols. 1860-7
- Obras digitalizadas en la biblioteca digital del Observatorio de París.

## Reconocimientos
- Es uno de los 72 científicos cuyo nombre figura inscrito en la Torre Eiffel.
- En 1935, la Unión Astronómica Internacional dio su nombre al cráter lunar Delaunay.
- El asteroide (8688) Delaunay también tiene este nombre en su honor.
- Desde 2006,  un laboratorio de investigación dependiente del CNRS y de la Universidad de Tecnología de Troyes lleva su nombre.